# تپه کرنگ
تپه کرنگ مربوط به عصر آهن است و در شهرستان شاهرود، بخش میامی، روستای کرنگ واقع شده و این اثر در تاریخ ۲۵ خرداد ۱۳۸۱ با شمارهٔ ثبت ۵۸۶۳ به‌عنوان یکی از آثار ملی ایران به ثبت رسیده است.